# Madame de Rambouillet
Madame de Rambouillet, ook  Catherine de Vivonne, Catherine de Rambouillet of de markiezin van Rambouillet (Rome, 13 december 1588 — Parijs, 27 december 1665) was een Franse salonnière. Zij organiseerde in de zeventiende eeuw literair getinte avonden in haar Parijse stadsvilla, het Hôtel de Rambouillet. 

## Biografie
Catherine de Vivonne werd op 13 december 1588 in Rome geboren als Catharina de Vivonne; ze trouwde op elfjarige leeftijd (27 januari 1600) met Charles d'Angennes, de latere markies van Rambouillet. Samen kregen zij zeven kinderen: twee jongens en vijf meisjes. 
In 1608 begon ze met het organiseren van literaire avonden, de zogenaamde salons in haar Parijse woonhuis, het Hôtel de Rambouillet. In haar chambre bleue (Frans voor 'blauwe kamer') kwamen schrijvers, dichters en filosofen regelmatig bijeen om over literatuur, poëzie en politiek te praten. Onder hen waren François de Malherbe, Anna Genoveva van Bourbon-Condé (de hertogin van Longueville), Honorat de Bueil, Georges de Scudéry (de broer van Madeleine de Scudéry), madame de La Fayette (Marie-Madeleine Pioche de la Vergne) en madame de Sévigné. Catherine de Vivonnes oudste dochter, Julie d'Angennes (1607-1671), hielp haar bij het organiseren. 
Haar bijnaam was "l'incomparable Arthénice", waarin Arthénice een door de dichter Malherbe bedacht anagram is van haar voornaam Catherine.